# 氣候變化情景

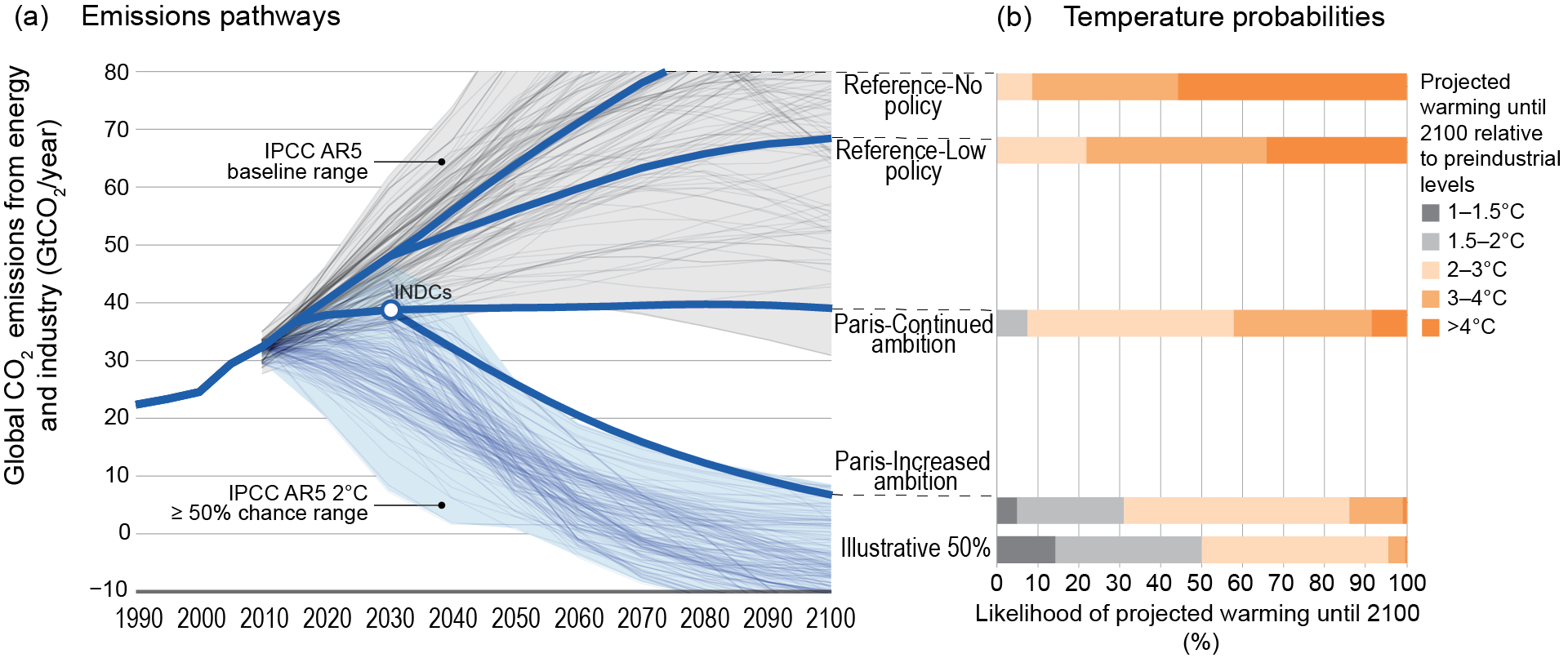
依據不同氣候變化緩解政策下的二氧化碳片排放量，以及導致的可能氣溫變化程度。

氣候變化情景（英語：Climate change scenario），是分析師所做的不同溫室氣體排放預測，用來評估因此所造成的氣候變化脆弱性。
科學家們建立情景和路徑，用來研究各種長期變化模式，並探索人類施行緩解措施的有效性，以幫助我們了解世界未來的狀況，而能預見將來人類環境系統的模樣。創建情景，需要加入各式數值資料，包括未來人口水平、經濟活動、治理結構、社會價值和技術變革模式。電腦經濟模型和能源系統模型（例如World3或POLES兩種）可針對此類驅動因素產生的影響予以量化，再做分析。
科學家可開發出各自獨立的國際性、區域性和國家的氣候變化情景，以協助利益相關者了解哪類決策可在執行緩解或是調適的行動中產生有效的影響。大多數國家在制定調適計劃或根據《巴黎協定》而提出國家自訂貢獻時，均會委託進行情景研究，以了解可用資源及設想狀況，再往下一步邁進。
通過聯合國政府間氣候變化專門委員會 (IPCC)、巴黎協定和可持續發展目標 13（“採取緊急行動應對氣候變化及其影響”）等而設定的國際性緩解氣候變化目標，就是經審查過這類情景後所做。例如於2018年發布的《IPCC全球升溫1.5ºC特別報告》與2014年發布的IPCC第五次評估報告 (AR5) 和2015年簽訂的巴黎協定（內含國家自訂貢獻）相比，就採用更多更新過的溫室氣體排放模型。

## 溫室氣體排放情景

### 全球情景預測
這些情景可被當作是未來會發生的故事情節。把難以量化的因素（例如政府治理、社會結構和制度）以描述方式表達。研究人員Morita等人在探討全球未來的科學文獻中探索，他們發現情景的模樣眾多，包括不同可持續發展的變體，也包括社會、經濟和環境系統崩潰的情況。在大多數的探索中，發現有以下關係：
- 溫室氣體排放上升：此與因全球化而發生持續增長的後工業經濟（英语：post-industrial economy）情景有關，主要是政府少干預，競爭普遍高漲的後果。各國內部收入平等性轉弱，但在社會公平性或國際收入平等性方面並無明確的模式。
- 溫室氣體排放下降：在此類情景中的一些，有國內生產毛額（GDP）上升的情況，而其他情景則顯示經濟活動在生態可持續水平上受限。排放量下降的情景中顯示政府在經濟上干預程度很高。大多數情景顯示各國內部和國際間的社會公平和收入平等有所改善。

Morita等人（2001年）的報告指出，這些關係並非因果關係的證據。
在經濟活動和溫室氣體排放之間的關係中並沒明顯的模式。經濟增長與增加或減少溫室氣體排放量均能相容。在減少溫室氣體排放情景下，是經提高能源效率、轉向非化石能源和/或轉向後工業經濟（以第三產業為主）來達成。

### 發展趨勢
在建立情景中，一個重要的考慮因素是開發中國家的社會和經濟發展將如何進展。 當此類國家採取與當前已開發國家相同的發展道路，會有導致排放量大增的結果。排放不僅取決於經濟增長率。其他因素包括生產系統的結構變化、能源等部門的技術模式、人類定居點和城市的地理分佈（此會影響例如交通運輸需求）、消費模式（例如住房模式、休閒活動等）和貿易模式（貿易保護主義的程度和建立區域貿易集團會影響到技術的取得）。

### 基線情景
基線情景用來與替代情景（例如緩解情景）進行比較，作參考用。研究人員Fisher等人在評估基線情景的科學文獻時發現對二氧化碳排放的預測，有相當廣闊的範圍。美國的火力發電廠每年排放約24億噸二氧化碳 ，約佔全國總排放量的40%。 美國國家環境保護局（EPA）已採取重要步驟去制定標準，要求汽車和卡車的碳污染到2025年減少近一半，也提出限制新火力發電廠碳排放的規範。
影響這些排放預測的因素有：
- 人口預測：  當所有其他因素均為相同時，較低的人口會產生較低的排放量。
- 經濟發展：  經濟活動是能源需求和溫室氣體排放的主要驅動力。
- 能源使用：  未來能源系統的變化是溫室氣體排放的基本決定因素。
  - 能源強度：每單位GDP的一次能源供應總量 (total primary energy supply，TPES)。[8]

在所有基線情景評估中，預計能源強度會在21世紀內顯著改善。但根據Fisher等人於2007年的報告，預測能源強度的不確定性範圍很大。
- - 碳強度：每單位TPES的二氧化碳排放量。Fisher等人的報告提出，與其他情景相比，在沒把氣候政策列入考慮的情況下，碳強度將會維持在較為穩定的狀態。預測碳強度的不確定性範圍很大，在範圍的高端，一些情景包含的預測有：不會產生二氧化碳排放的能源技術將在沒氣候政策的情況下變得具有競爭力。這些預測是基於化石燃料價格上漲和無碳能源技術快速演進的假設。碳強度改善不高的情景與廣泛使用化石燃料、阻止煤炭消費力道不足或缺乏不用化石燃料的技術發展的情景相吻合。
- 土地利用變化： 土地利用變化在氣候變化中發揮重要作用，會影響排放、碳截存和太陽輻射反照率。土地利用變化的主要驅動力之一是糧食需求。而人口和經濟增長是糧食需求的最重要驅動力。[9]

## 定量排放預測
目前已有範圍廣泛的溫室氣體排放定量預測。“SRES”情景是種“基線”排放情景（即假設未來不會進行任何限制排放的工作），並且在科學文獻中經常使用（參見IPCC排放情景特別報告）。

### 個別研究
由國際能源署（IEA）於2004年發表的年度世界能源展望提供的參考情景，預測未來與能源相關的二氧化碳排放量，估計從2002年至2030年間排放量會增加62%。此估計介於SRES A1和B2情景兩估計值的+101%和+55%之間。在2007年IPCC第四次評估報告中包含有研究人員Sims等人撰寫的資料，把到2030年的幾種基線和緩解情景做比較。基線情景包括IEA的2006年世界能源展望 (WEO 2006) 的參考情景、SRES A1、SRES B2和ABARE（Australian Bureau of Agricultural and Resource and Economics and Sciences）參考情景。緩解方案包括WEO 2006替代政策、ABARE全球技術和ABARE全球技術 + CCS（碳捕集與封存）。預計2030年與能源相關的總排放量（以吉噸（10億噸）二氧化碳當量（GtCO2-eq）衡量），在IEA WEO 2006參考情景中為40.4吉噸二氧化碳當量，在ABARE參考情景中為58.3吉噸二氧化碳當量，在SRES A1情景中為52.6吉噸二氧化碳當量，在SRES B2情景中為37.5吉噸二氧化碳當量。 IEA WEO 2006替代政策情景的減緩情景排放為34.1吉噸二氧化碳當量，ABARE全球技術情景為51.7吉噸二氧化碳當量，ABARE全球技術 + CCS情景為49.5吉噸二氧化碳當量。
研究人員Garnaut等人 (2008年)的報告中對2005-2030年期間化石燃料的二氧化碳排放量做過預測。在此段期間內，如果“一切照舊，不採任何緩解措施”的年度預計增長率為3.1%。相較之下，化石燃料密集型SRES A1FI排放情景增長率為2.5%，SRES中位數情景增長率為2.0%（所謂中位數，由Garnaut等人（2008年）定義）， SRES B1情景增長率為1.6%。 Garnaut等人（2008年）在報告中還參考同期的其他預測：美國氣候變化科學計劃（最高2.7%，平均2.0%）、國際貨幣基金組織（IMF） 2007年世界經濟展望（2.5%）、能源建模論壇（最高2.4% ，平均1.7%），美國能源信息署（2.2%（高），1.8%（中），1.4%（低）），IEA的2007年世界能源展望（2.1%（高），1.8（基本情況）），以及 DICE模型的基本情況（1.3%)。
IEA出版的《2011年世界能源展望》的核心情景預測全球與能源相關的二氧化碳排放量將持續增加，於2035年達到36.4吉噸二氧化碳當量。與2010年相比，增加20%。

### 聯合國環境署2011綜合報告
聯合國環境署（UNEP）於2011年的綜合報告中:7根據不同的政策決定，預測到2020年世界排放量發展狀況。UNEP為編寫此項報告（UNEP (2011)）:8而邀請來自15個國家/地區的28個科學團體的55名科學家和專家提供意見。
假設沒新的減排措施或基於“一切照舊”的假設趨勢，預測顯示2020年全球排放量為56吉噸二氧化碳當量，範圍為55-59吉噸二氧化碳當量。:12採用不同的基準，即使以最高標形式去履行對哥本哈根協議的承諾，預計到2020年全球排放量仍為50吉噸二氧化碳當量。維持目前的趨勢，特別是在低標形式的情況下，預計到本世紀末全球氣溫將升高3°C，估計將會帶來嚴重的環境、經濟和社會後果。例如氣溫升高和由此產生的蒸發散會導致更大的雷暴和更高的暴洪風險。
其他預測把《聯合國氣候變遷綱要公約》（UNFCCC）締約方為應對氣候變化而提出政策的影響列入考慮。採取更嚴格的排放限制措施會讓2020年全球排放量達到49-52吉噸二氧化碳當量，中位數估計為51吉噸二氧化碳當量。:12假設限制排放不那麼嚴格，2020年全球排放量會在53-57吉噸二氧化碳當量之間，中位數估計為55吉噸二氧化碳當量。:12

## 國家氣候（變化）預估
所謂國家氣候（變化）預測（也稱為“國家氣候情景”或“國家氣候評估”）是專門的區域氣候預測，通常專為個別國家製作，或是由其自行製作。國家氣候預測與其他氣候預測的區別在於它們由個別國家政府正式簽署，當作國家調適規劃的基礎。這類氣候預測通常由各國的國家氣象部門或從事氣候變化研究的學術機構經歷多年的製作而成。
這類預測通常作為單一產品發佈，把來自多個氣候模型的信息濃縮，使用多個溫室氣體排放路徑（例如代表性濃度路徑（RCP））來描述不同，但屬於連貫的氣候預測。這樣的產品通過使用敘述、圖表、地圖和甚至是原始數據來凸顯可能的氣候變化。氣候預測通常可供政策制定者、公共和私人決策者以及研究人員公開獲取，以進行進一步的氣候影響研究、風險評估和氣候變化調適研究。這些預測會每隔幾年納入新的科學見解和改進過的氣候模型來更新。

### 目的
國家氣候預測為一國未來為多變的氣候變化做描述，會使用多種排放情景，列出不同的全球緩解措施對變量的影響，包括溫度、降水和日照時數。氣候科學家強烈建議採取多種排放情景，以確定所做的決定在不同變化情況中均能穩健表達。國家氣候預測構成國家氣候變化調適和氣候韌性計劃的基礎，並會向UNFCCC報告，也用於IPCC的評估報告中。

### 設計
為探索各種可能的氣候結果並增強對預測的信心，國家氣候變化預測通常由多個大氣環流模型 (GCM) 生成。這種氣候集合可採用擾動物理集合 (perturbed physics ensembles，PPE)、多模型集合 (multi-model ensembles，MME) 或初始條件集合 (initial condition ensembles，ICE) 的形式。由於潛在的GCM的空間分辨率通常相當粗糙，因此經常會使用區域氣候模型 (regional climate models，RCM) 動態式或是統計式來濃縮預測。一些預測會包括超越國界的數據，例如為跨界河流流域整體做全面評估。一些國家還為較小的行政區域製作更為當地化的預測，例如美國的州和德國的邦。
各國根據利益相關者的反饋和/或與其互動而制定國家氣候預測。這類工作有助於符合利益相關者的需求而定制氣候信息，包括提供特定部門的氣候指標，例如暖房度日數。以往此類參與形式包括有調查、訪談、演示、研討會和使用範例。此類互動不僅有助於提高氣候信息的可用性，也促進有關如何在調適項目中使用氣候信息的意見溝通。有趣的是對英國、荷蘭和瑞士氣候預測的比較，揭示在不同國家中利益相關者對不同參與方式，以及對氣候模型產出資料的濃縮和傳達方式的偏好。

### 範例
超過30個國家在最近提交給UNFCCC的國家信息通報（National Communications to UNFCCC）中揭示國家自身的氣候預測/情景。許多歐洲國家政府也資助建立國家氣候變化信息門戶網站。
- 澳大利亞：CCIA[26]
- 美國加利福尼亞州：Cal-Adapt[27]
- 荷蘭：KNMI'14[28]
- 瑞士：CH2011[30] / CH2018[29] / CH2018[30]
- 英國：UKCP09 / UKCP18[31][32]

對於缺乏足夠資源來開發自己氣候變化預測的國家，聯合國開發計劃署（UNDP）或糧農組織（FAO）等組織會提供資金協助其開發預測和國家適應計劃 (NAPA) 的工作。

### 應用
國家氣候預測被廣泛用於預測氣候變化對各項經濟部門產生的影響，並為氣候變化適應的研究和決策提供信息。其中不同部門的案例有：
- 能源[35]
- 水資源[36]
- 農業與林業：[37][38]氣候變化對農業的影響
- 水產業
- 生態系統和生物多樣性：[39]氣候變化對海洋的影響、氣候變化對陸生動物的影響（英语：effects of climate change on terrestrial animals）、氣候變化對植物多樣性的影響
- 健康：[40]氣候變化對人類健康的影響
- 運輸[41]
- 海岸地區[42]
- 旅遊業[43]
- 保險[44]
- 基礎設施[45]
- 市區與環境[45]
- 減災[46]
- 人口遷徙（跨越許多國家，並與國家邊境管制、移民政策和氣候變化調適相關）[47]

### 比較
目前有針對一些國家（尤其是在歐洲的）的氣候預測進行過詳細的比較。

## 全球長期情景
研究人員在2021年發現當前在研究和決策中廣泛採用的僅為預測到2100年溫室氣體排放的影響，有短視的問題。如建模把預測推到2500年，會發現如果未有迅速的緩解措施，氣候變化的影響會在2100年後更為快速，因此該把預測政策框架拓展到2100年之後。
要能減少溫室氣體排放將需進行許多重大轉變：包括大量減少使用化石燃料，儘速生產和分配低排放能源，轉向各種其他能源供應者，也許最重要的是要節約能源，並提高能源效率。如果仍繼續使用化石燃料，任其排放溫室氣體進入大氣，而想減緩氣候變化，無異緣木求魚，徒勞無功。

## 緩解情景

全球溫室氣體排放情景。如果世界各國能遵照其對《巴黎協定》的承諾，地球到2100年的氣溫就可保住升高幅度不超過2°C的目標。

在氣候變化緩解情景中，人類通過有意的行動（例如全面以再生能源取代化石燃料）來減緩全球變暖。這些行動可最大限度降低溫室氣體排放，而限制氣候變化的不利後果。使用這類情景，可在不同級別的全球願望框架內檢查不同碳定價對經濟的影響。
一個典型的緩解方案可選擇一個長期目標來構建，例如期望達成的大氣二氧化碳濃度，再根據目標採取行動，例如對全球和各國溫室氣體淨排放量設定上限。
根據大多數定義，全球氣溫上升超過2°C將會構成危險，且讓人無法忍受的氣候狀況，而根據《巴黎協定》，則期望各國共同努力將溫度上升限制在不超過第一次工業革命之前水平的1.5°C以內。

### 氣候穩定楔
所謂穩定楔（stabilization wedge，或簡稱為“楔（wedge）”）是種逐步減少排放量的行動，隨時間演進，造成減排和未減排軌跡之間的三角形差距。例如，由於效率提高而導致電力需求減少，表示需要的電力更少，因此產生的排放量也會更少。Stabilization Wedge的名稱源自氣候穩定楔的團體減排教育遊戲。穩定楔可比擬為如下的緩解行動：部署20萬台單位發電容量為10兆瓦（MW）的風力發動機、全面停止毀林，並於3億公頃的土地上植樹、全球所有建築的平均能源效率提高25%，或在800家大型燃煤電廠安裝碳捕集與封存設備。設計此種理論的兩位美國研究人員史蒂芬·帕卡拉與勞勃特·H·索科洛在報告中提出，按照目前的技術，到2050年需設置7個楔子才能在減緩氣候變化的工作中產生重大影響。 但另有消息來源估計需要14個楔子，因為根據兩位研究者的提議，只會將二氧化碳排放量穩定在當前水平，而非把大氣中二氧化碳濃度穩定，濃度每年仍會增加超過2ppm（百萬分點濃度）。索科洛於2011年將他們早先估計的楔由7個增為9個。

### 二氧化碳的目標濃度
會導致地球氣候變化的因素（無論是變冷還是變暖），通常用其對地球能量收支產生輻射強迫或不平衡來描述。現在和未來的人為二氧化碳被認為是這種強迫的主要成分，其他成分通常會以產生相同量級輻射強迫的“ppm二氧化碳當量”（ppm CO2e）或二氧化碳濃度增量/減少來表示。

#### 450ppm
IEA於2008年出版的能源技術展望藍色情景（BLUE scenarios）描述大氣中二氧化碳濃度達到450ppm長期濃度的路徑。美國氣候專家約瑟夫·羅姆概述該如何應用14個楔子來達成此一目標。
與上述相關的2008年世界能源展望還描述一個“450政策情景”，提起到2030年的額外能源投資比參考情景（Reference Scenario）會高出9.3兆美元。所談的情景還包括中國和印度等主要經濟體將於2020年後參與原先僅在經合組織（OECD）和歐盟國家實施的全球碳排放限額與交易計劃。此外，這項不太保守的450ppm情景要求廣泛部署二氧化碳移除（CDR）設施。根據IEA和OECD的說法，“實現這種較低的濃度目標 (450ppm) 在很大程度上取決於採用生物能源與碳捕獲和儲存（BECCS）的做法”。
全球在2022年的二氧化碳濃度為417.06ppm。

#### 550ppm
這550ppm上限是經濟學家尼古拉斯·斯特恩為英國政府撰寫的《斯特恩報告》中提倡的目標。根據對氣候敏感性的傳統估計，大氣中二氧化碳水平相對於工業化前時期大約增加一倍，即表示氣溫約會升高3°C。 帕卡拉與索科洛列出15個“楔子”，其中任何7個組合應該足以把二氧化碳水平維持在550ppm以下。
IEA2008年世界能源展望報告描述世界能源未來的“參考情景”，“假設除2008年年中已採的政府政策之外，並沒新的政策”，然後在“550政策情景”中採用進一步的政策，包括“限額與交易計畫、經濟部門間協議和國家措施”的混合體。在參考情景中，從2006年到2030年，全球在能源供應基礎設施上的投資為26.3兆美元，在550政策情景中，這一時期又額外支出4.1兆美元，主要用於提高效率，而從中節省超過7兆美元的燃料成本。

### 其他溫室氣體
其他溫室氣體濃度按二氧化碳當量匯總。 研究人員Meinshausen等人建模來模擬一些多種氣體減緩情景。

#### 短期關注重點
研究人員漢森（Hansen）等在2000年發表的一篇論文中，認為在過去100年全球平均溫度上升主要是由二氧化碳以外的溫室氣體所驅動，因為二氧化碳引起的變暖已被氣膠降溫，表示初始該採取減少非二氧化碳溫室氣體和黑碳排放的戰略，而對減少二氧化碳排放該採長遠的做法。
學者Veerabhadran Ramanathan和Jessica Seddon Wallack兩人在2009年9月/10月版的《外交事務》（專攻美國國際事務及外交政策的雜誌）中也提出此一觀點。

## 延伸阅读
- IPCC TAR WG3, Metz, B.; Davidson, O.; Swart, R.; Pan, J. , 编, , Contribution of Working Group III to the Third Assessment Report of the Intergovernmental Panel on Climate Change, Cambridge University Press, 2001, ISBN 0-521-80769-7, （原始内容存档于2017-02-27） (pb: 0-521-01502-2).
- IPCC AR4 WG3, Metz, B.; Davidson, O.R.; Bosch, P.R.; Dave, R.; Meyer, L.A. , 编, , Contribution of Working Group III to the Fourth Assessment Report of the Intergovernmental Panel on Climate Change, Cambridge University Press, 2007  [2012-09-08], ISBN 978-0-521-88011-4, （原始内容存档于2014-10-12） (pb: 978-0-521-70598-1).

## 外部連結
- National climate change vulnerability and risk assessments in Europe, 2018 （页面存档备份，存于）
- Climate-ADAPT portal （页面存档备份，存于） (large selection of European studies using national climate projections)
- UNDP Climate Change Country Profiles - Introduction （页面存档备份，存于）;UNDP Climate Change Country Profiles (61 countries) （页面存档备份，存于）